# Omaha (Nebraska)
Omaha es una ciudad ubicada en el extremo este del condado de Douglas, estado de Nebraska, Estados Unidos. Tiene una población estimada, a mediados de 2021, de 487 300 habitantes.
Se encuentra sobre la orilla derecha del río Misuri —que la separa de Iowa—, a unos 16 km al norte de la desembocadura del río Platte. Es la ciudad más poblada del estado y la cuadragésimo tercera más poblada de la nación.
La ciudad es el centro del área metropolitana de Omaha-Council Bluffs, que incluye Council Bluffs, Iowa. El área metropolitana ocupa el lugar 58 en los Estados unidos, con una población, según el censo de 2020, de 967 604 habitantes residentes en ocho condados. El área estadística combinada de Omaha-Council Bluffs-Fremont, Nebraska-IA tiene una población de 1 004 771 habitantes, de acuerdo con la estimación de la Oficina del Censo de los Estados Unidos de 2020. Gran Omaha comprende un radio de 80 km desde el centro de Omaha.

## Historia
Omaha fue fundada en 1854 por habitantes de la vecina Council Bluffs, Iowa, y desde muy temprano tuvo el apodo de «Puerta hacia el Oeste» (en inglés, Gateway to the West), gracias a su posición central en el país, siendo punto de partida de la senda de Oregón y la ruta de California. Fue un importante centro de transporte y cervecerías. Se hizo más famosa aún en 1898, cuando fue la sede de una exposición internacional denominada la Trans-Mississippi Exposition. En el siglo XX, la empresa Omaha Stockyards, de máquinas de embalar, ganó fama internacional.

## Geografía
Localizada en la frontera este de Nebraska, se encuentra a 30 km al norte de la desembocadura del río Platte. Situada en el medio oeste de los Estados Unidos, a orillas del río Misuri, gran parte de Omaha está construida en el valle del río Misuri. Otros cuerpos de agua importantes en el área metropolitana de Omaha-Council Bluffs incluyen el lago Manawa, Papillion Creek, Carter Lake, Platte River y Glenn Cunningham Lake.

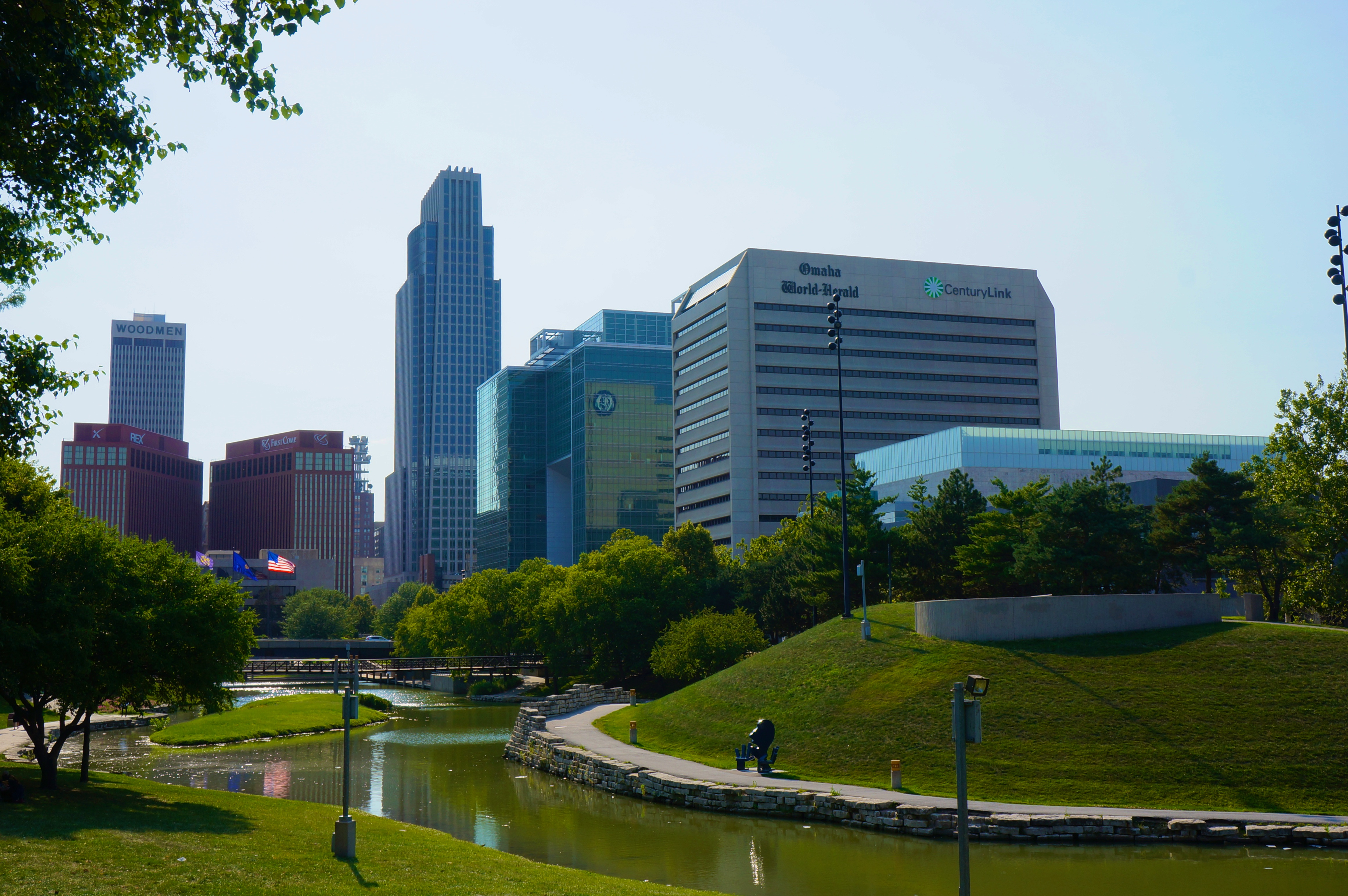

El área metropolitana de Omaha-Council Bluffs consta de ocho condados; cinco en Nebraska y tres en Iowa. El área metropolitana ahora incluye los condados de Harrison, Pottawattamie y Mills en Iowa y los condados de Washington, Douglas, Sarpy, Cass y Saunders en Nebraska. Esta área se conocía anteriormente solo como el Área Estadística Metropolitana de Omaha y constaba de solo cinco condados: Pottawattamie en Iowa y Washington, Douglas, Cass y Sarpy en Nebraska.
Geográficamente, se considera que Omaha se encuentra en el "Heartland" de los Estados Unidos. Los impactos ambientales importantes en el hábitat natural de la zona incluyen la propagación de especies de plantas invasoras, la restauración de praderas y hábitats de robles de sabana, y el manejo de la población de venado cola blanca.

### Coordenadas
- Latitud: 41°15′46″ N (41.262705)
- Longitud: 96°3′13″ O (-96.053475)

### Clima
| Parámetros climáticos promedio de Omaha (Aeropuerto Eppley), normales 1991–2020, extremos 1871–presente                                                            | Parámetros climáticos promedio de Omaha (Aeropuerto Eppley), normales 1991–2020, extremos 1871–presente | Parámetros climáticos promedio de Omaha (Aeropuerto Eppley), normales 1991–2020, extremos 1871–presente | Parámetros climáticos promedio de Omaha (Aeropuerto Eppley), normales 1991–2020, extremos 1871–presente | Parámetros climáticos promedio de Omaha (Aeropuerto Eppley), normales 1991–2020, extremos 1871–presente | Parámetros climáticos promedio de Omaha (Aeropuerto Eppley), normales 1991–2020, extremos 1871–presente | Parámetros climáticos promedio de Omaha (Aeropuerto Eppley), normales 1991–2020, extremos 1871–presente | Parámetros climáticos promedio de Omaha (Aeropuerto Eppley), normales 1991–2020, extremos 1871–presente | Parámetros climáticos promedio de Omaha (Aeropuerto Eppley), normales 1991–2020, extremos 1871–presente | Parámetros climáticos promedio de Omaha (Aeropuerto Eppley), normales 1991–2020, extremos 1871–presente | Parámetros climáticos promedio de Omaha (Aeropuerto Eppley), normales 1991–2020, extremos 1871–presente | Parámetros climáticos promedio de Omaha (Aeropuerto Eppley), normales 1991–2020, extremos 1871–presente | Parámetros climáticos promedio de Omaha (Aeropuerto Eppley), normales 1991–2020, extremos 1871–presente | Parámetros climáticos promedio de Omaha (Aeropuerto Eppley), normales 1991–2020, extremos 1871–presente |
| Mes | Ene. | Feb. | Mar. | Abr. | May. | Jun. | Jul. | Ago. | Sep. | Oct. | Nov. | Dic. | Anual                                                                                                   |
| --- | --- | --- | --- | --- | --- | --- | --- | --- | --- | --- | --- | --- | --- |
| Temp. máx. abs. (°C) | 20.6 | 26.7 | 32.8 | 35.6 | 39.4 | 41.7 | 45.6 | 43.9 | 40 | 35.6 | 28.3 | 23.3 | 45.6 |
| Temp. máx. media (°C) | 0.9 | 3.7 | 11.2 | 17.8 | 23.7 | 29.1 | 31.2 | 29.9 | 26.2 | 18.6 | 10.2 | 3.2 | 17.1 |
| Temp. media (°C) | -4.2 | -1.7 | 5 | 11.4 | 17.6 | 23.3 | 25.6 | 24.3 | 19.8 | 12.4 | 4.6 | -1.8 | 11.3 |
| Temp. mín. media (°C) | -9.3 | -7.1 | -1.1 | 5.1 | 11.5 | 17.4 | 20 | 18.7 | 13.4 | 6.2 | -1 | -6.8 | 5.6 |
| Temp. mín. abs. (°C) | -35.6                                                                                                   | -32.2                                                                                                   | -26.7                                                                                                   | -15 | -3.9 | 3.9 | 6.7 | 6.1 | -2.2 | -13.3                                                                                                   | -25.6                                                                                                   | -31.7                                                                                                   | -35.6                                                                                                   |
| Precipitación total (mm) | 19.1 | 24.1 | 45.5 | 80.5 | 118.4                                                                                                   | 112.8                                                                                                   | 90.2 | 116.8                                                                                                   | 75.2 | 58.9 | 36.8 | 31 | 809.2                                                                                                   |
| Nevadas (cm) | 18.3 | 19.8 | 7.6 | 2.5 | 0.3 | 0 | 0 | 0 | 0 | 1.3 | 4.3 | 14.7 | 68.8 |
| Días de precipitaciones (≥ 0.2 mm) | 6.9 | 7.3 | 8.0 | 10.5 | 12.8 | 11.0 | 9.9 | 8.9 | 7.8 | 7.2 | 6.0 | 6.8 | 103.1                                                                                                   |
| Días de nevadas (≥ 0.2 cm) | 5.6 | 5.7 | 2.4 | 0.9 | 0.1 | 0.0 | 0.0 | 0.0 | 0.0 | 0.4 | 1.8 | 4.8 | 21.7 |
| Horas de sol | 167.8                                                                                                   | 157.6                                                                                                   | 206.4                                                                                                   | 230.1                                                                                                   | 277.1                                                                                                   | 314.0                                                                                                   | 332.5                                                                                                   | 296.3                                                                                                   | 245.5                                                                                                   | 217.5                                                                                                   | 148.0                                                                                                   | 134.1                                                                                                   | 2726.9                                                                                                  |
| Humedad relativa (%) | 71.1 | 71.1 | 66.3 | 60.6 | 63.8 | 65.8 | 68.3 | 70.9 | 71.8 | 67.4 | 71.1 | 73.8 | 68.5 |
| Fuente: NOAA (humedad 1961–1990 en Aeropuerto Eppley, horas de sol 1961–1990 en ex Omaha NWS weather forecast office, a 41°21′13″N 96°01′24″O / 41.3536, -96.0233) | | | | | | | | | | | | | |

### Mapas

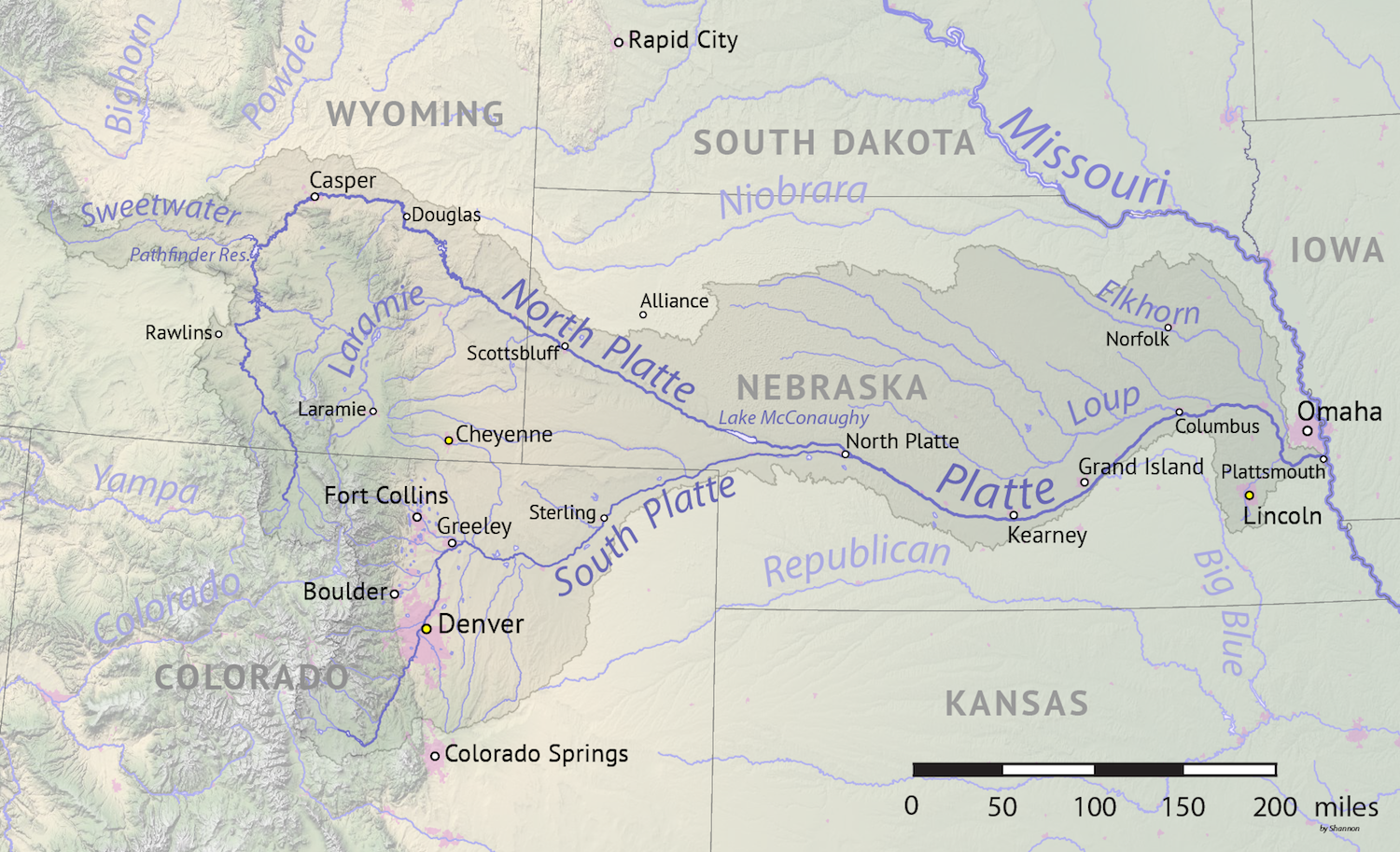
Omaha en mapa del río Platte
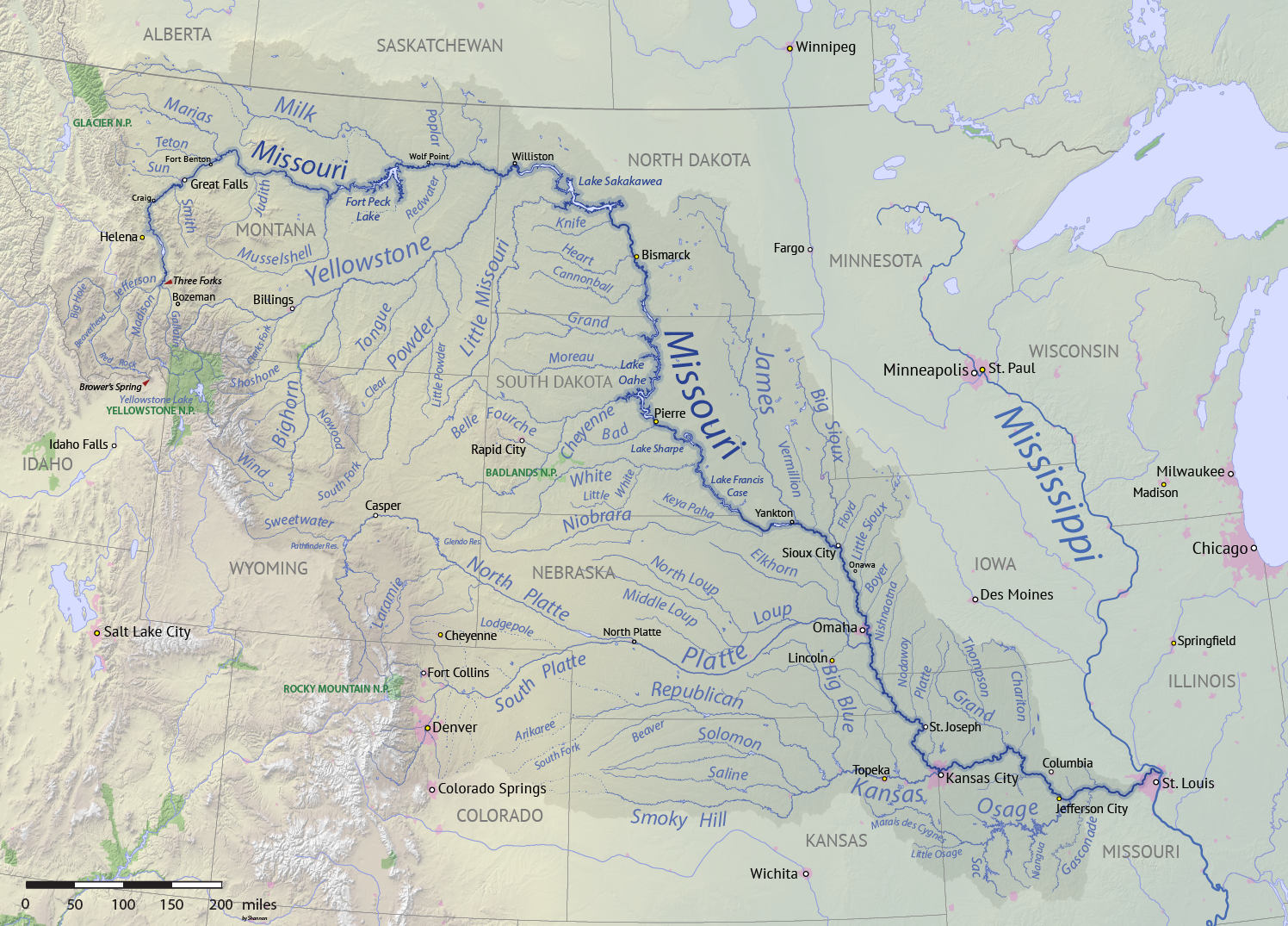
Omaha en mapa de la cuenca del río Misuri

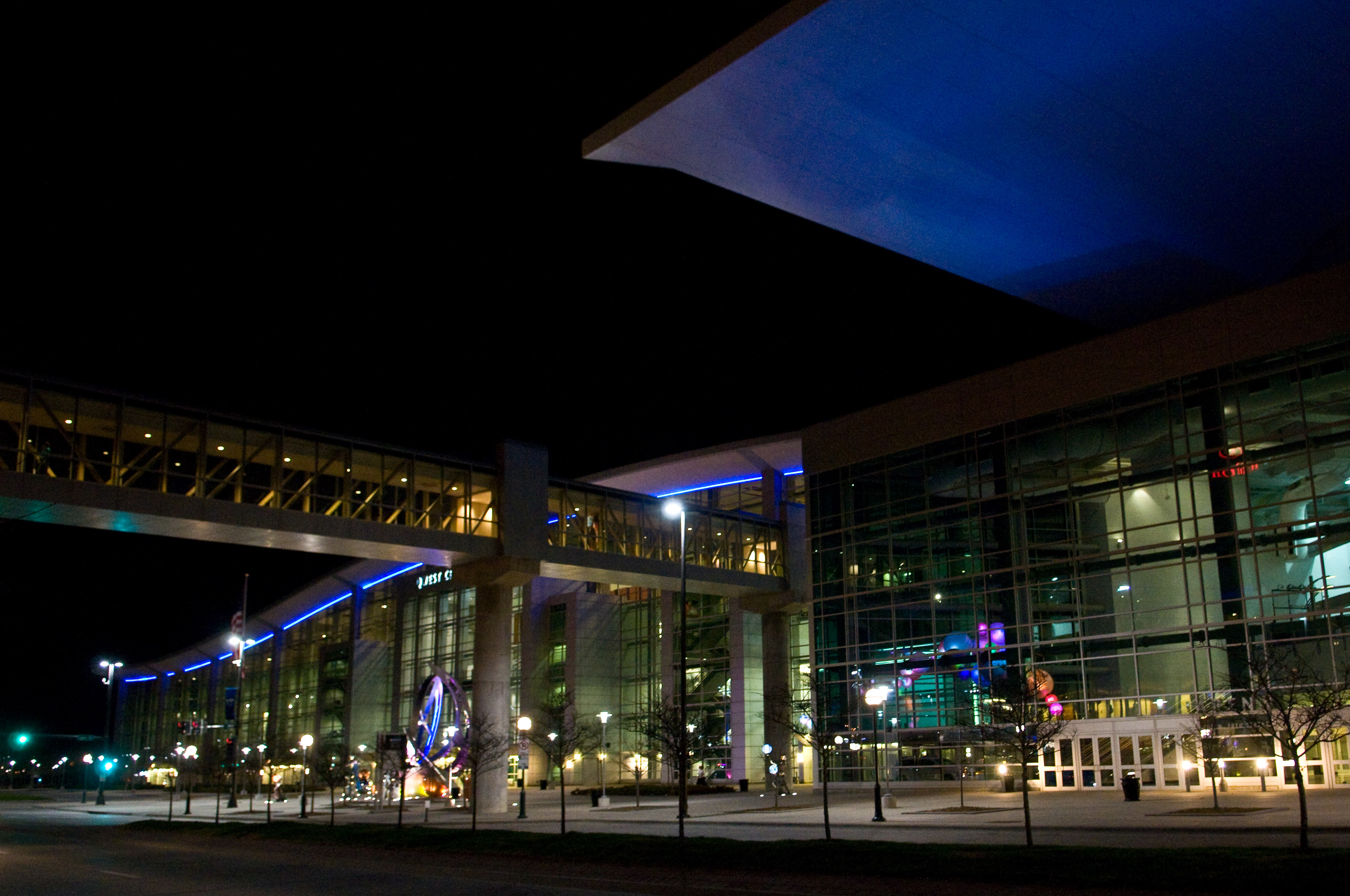
CHI Health Center

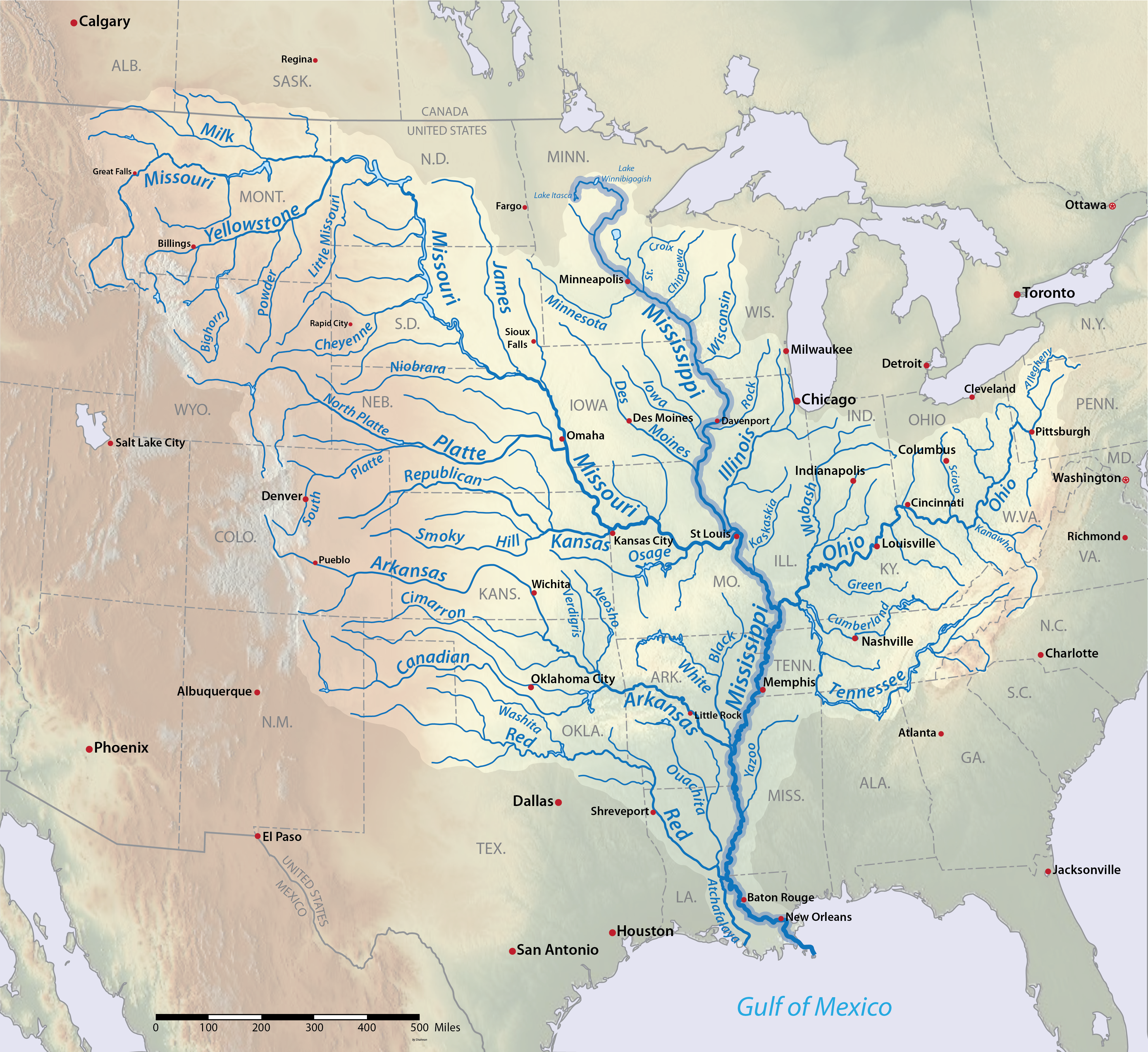
Omaha en mapa de la cuenca del Misisipi

## Demografía
En el censo del año 2000, la ciudad tenía una población de 390 007 habitantes. El censo de población de 2004 la población de Omaha había crecido a 409 114 habitantes. Según estimaciones para el 2006, la población de Omaha se acercaba a los 427 872, incluyendo las 8300 personas que viven en la ciudad aledaña de Elkhorn. En el año 2021 el número de habitantes ascendía a la cifra de 487.300, con una densidad de 1.320,24 habitantes por kilómetro cuadrado.

## Personajes famosos

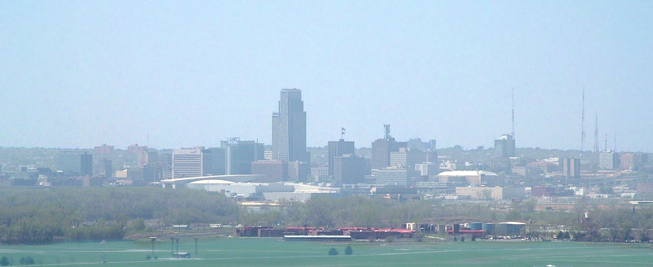
Vista de la ciudad de Omaha desde Council Bluffs

- Nicholas Sparks: Escritor estadounidense.
- Frank Rinehart: Fotógrafo estadounidense famoso por fotografiar a personalidades y escenas de los pueblos nativos americanos.
- Nicholas D'Agosto: Actor.
- Marlon Brando: Actor.
- Montgomery Clift: Actor.
- Nick Nolte: Actor.
- Fred Astaire: Actor, cantante, bailarín y coreógrafo.
- Adele Astaire (1896-1981): Actriz y bailarina, hermana del anterior.
- Alexander Payne: Director de cine.
- Andrew Rannells: Actor, actor de teatro, actor de televisión, actor de voz y cantante.
- Andy Roddick: Famoso tenista estadounidense.
- Warren Buffett: Inversionista, uno de los hombres más ricos del mundo.
- Jaime King: Actriz.
- Malcolm X: Activista afro-estadounidense.
- Alex Dorr: Jugador de baloncesto.
- Paul Williams: Músico, compositor y actor.
- Elliott Smith: Cantautor y músico.
- Gerald Ford: Presidente de Estados Unidos (1974-1977)
- Chris Rockway: Actor
- 311: Banda estadounidense de rock alternativo fue formada en Omaha, Nebraska.
- Jack & Jack: Dúo de rap adolescente
- Terence Crawford: Campeón mundial de los pesos ligueros WOB
- Sting: Luchador profesional estadounidense conocido como la cara de la WCW, actualmente trabaja para la AEW.
- Skate Maloley (Nate Maloley): Cantante de hip hop.
- Sammy Wilk (Samuel Wilkinson): Cantante de hip hop.
- Derek Luh: Cantante de hip hop.
- Sarah Rose Summers: Reina de belleza, Miss Estados Unidos 2018.
- Gene Takavic: Ex abogado.

## Área metropolitana

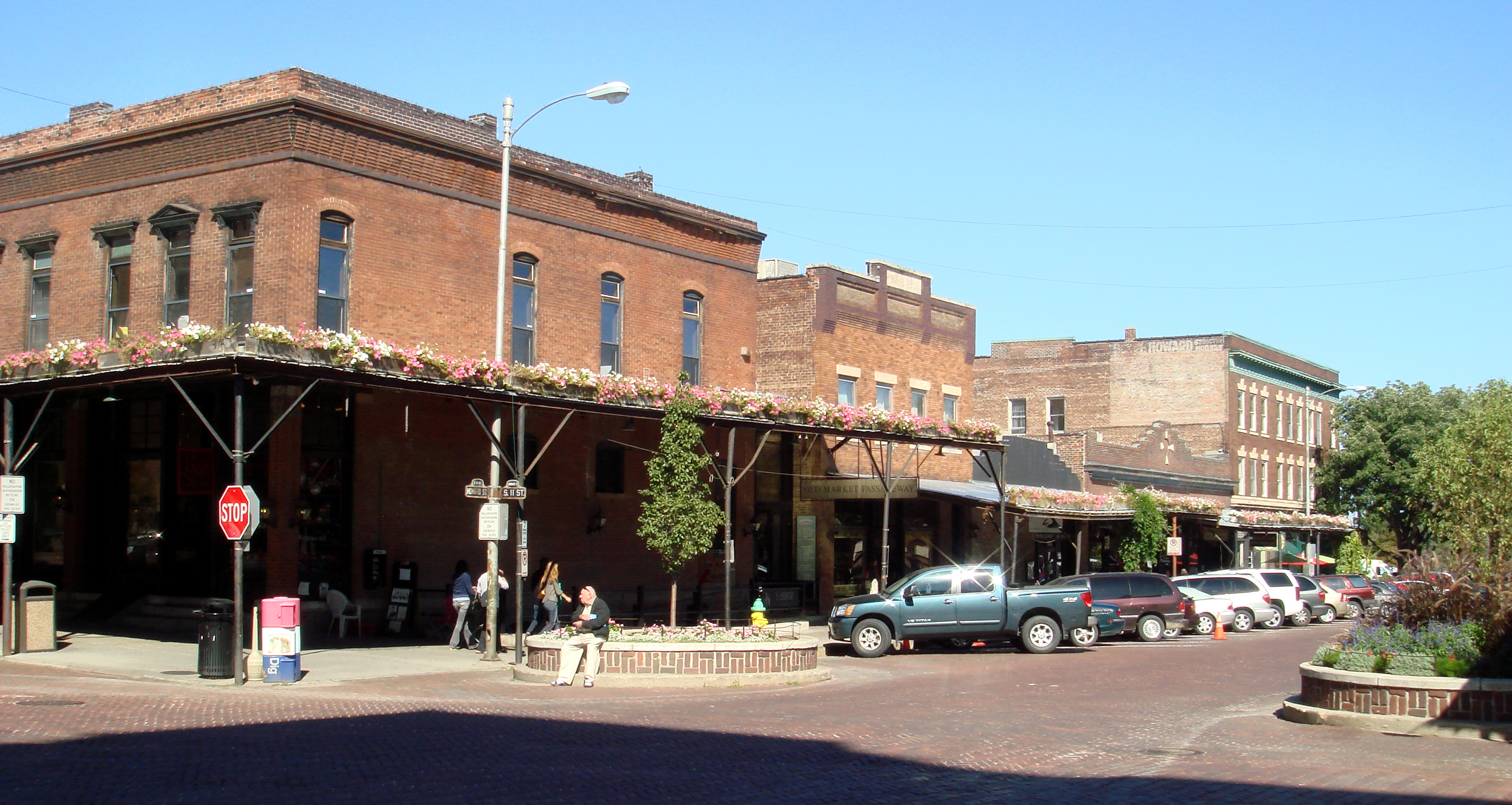
Distrito del «Old Market», en el centro de la ciudad de Omaha

La ciudad de Omaha es el centro del área metropolitana de Omaha-Council Bluffs. Council Bluffs es una ciudad del estado de Iowa, al otro lado del río Misuri, frente a Omaha. Las dos ciudades juntas formaron el corazón de la sexagésima área metropolitana más grande de los Estados Unidos en el año 2000 con una población de 767 041 personas repartidas en ocho condados.